# Supercoppa italiana 2004 (calcio femminile)
La Supercoppa italiana 2004 di calcio femminile si è disputata venerdì 4 settembre 2004 allo Stadio Mariotti di Alghero. La sfida avrebbe dovuto vedere in un primo momento contrapposte il Foroni Verona, vincitore della Serie A 2003-2004, contro la Torres, vincitrice della Coppa Italia 2003-2004.
Tuttavia, poche settimane prima della gara, la società veronese rinunciò all'iscrizione al campionato per problemi economici, rinunciando anche a ripartire da una serie inferiore e dichiarando il fallimento. Lo scioglimento della squadra (e lo svincolo delle sue atlete), comportò diversi problemi nello scegliere quale squadra ammettere nella finalissima di Supercoppa. Il Foroni Verona, infatti, era stato anche finalista della Coppa Italia, mentre la Torres, già ammessa di diritto, era stata la seconda classificata in campionato dietro le biancoverdi. Fu così deciso che a disputare l'insolita edizione della Supercoppa, fosse il Milan, terzo nel campionato precedente. Da regolamento, inoltre, proprio alle rossonere è toccato essere indicata come squadra "ospitante" (come avrebbe dovuto essere il disciolto Foroni Verona). Ad oggi, il Milan è l'unica squadra ad aver disputato la Supercoppa senza avere né vinto lo Scudetto, né essere arrivata in finale di Coppa Italia l'anno prima.
Sul campo, la gara è stata a senso unico: le torresine hanno vinto per 5-0, forti anche della presenza nelle loro file di diverse giocatrici provenienti proprio dal disciolto Foroni Verona: tra queste Chiara Gazzoli, autrice di una doppietta (nell'edizione precedente aveva marcato una tripletta proprio con le scaligere). Le altre tre reti per le sarde sono state di Rita Guarino, Gioia Masia e della danese Merete Pedersen.

## Curiosità
Per la seconda edizione consecutiva, la vincitrice della Supercoppa impone uno scarto di cinque reti all'avversaria. Per la prima volta, invece, la Supercoppa si disputa nella regione di appartenenza di una delle due squadre: la Sardegna.

## Tabellino
| Arbitro: | Di Bianca (Aprilia) |

|  |           |                                                     |
|  | Marcatori | 24’ Guarino 30’, 75’ Gazzoli 36’ Masia 90’ Pedersen |

| Milan | Torres |

### Formazioni
| ACF Milan       |    |                     |             |
|                 |    |                     |             |
| P               | 1  | Monica Di Bernardo  |             |
| D               | 2  | Maruska Bernardi    |             |
| D               | 3  | Marinella Piolanti  |             |
| D               | 4  | Silvia Casali       | Ammonizione |
| D               | 5  | Sabrina Ghinazzi    |             |
| C               | 6  | Sonia Quitadamo     |             |
| C               | 7  | Roberta Ulivi       |             |
| C               | 8  | Maria Iole Volpi    | 60’         |
| C               | 9  | Annalisa Zambetta   |             |
| A               | 10 | Sara Lanzarin       | 38’         |
| A               | 11 | Erica Croce         | 70’         |
| A disposizione: |    |                     |             |
| P               |    | Pulerà              |             |
| D               |    | Barbara Bruscaini   |             |
| D               |    | Luana Zago          |             |
| C               |    | Ambra Balducci      | 38’         |
| C               |    | Federica Laddaga    | 60’         |
| A               |    | Emmanuela Celentano | 70’         |
| A               |    | Isabella Costanzo   |             |
| Allenatore:     |    |                     |             |
| Paolo Mincioni  |    |                     |             |

| Torres          |    |                   |     |
|                 |    |                   |     |
| P               | 1  | Elisa Forlucci    |     |
| D               | 2  | Samantha Ceroni   |     |
| D               | 3  | Eleonora Carrus   | 65’ |
| D               | 4  | Martina Cortesi   |     |
| D               | 5  | Gioia Masia       | 75’ |
| C               | 6  | Elisabetta Tona   |     |
| C               | 7  | Monica Placchi    |     |
| C               | 8  | Pamela Conti      |     |
| C               | 9  | Merete Pedersen   |     |
| A               | 10 | Chiara Gazzoli    |     |
| A               | 11 | Rita Guarino      | 80’ |
| A disposizione: |    |                   |     |
| P               |    | Tatiana Winkler   |     |
| D               |    | Paola Zonza       | 65’ |
| D               |    | Tamara Pintus     | 75’ |
| A               |    | Manuela Carboni   | 80’ |
| A               |    | Caterina Uras     |     |
| A               |    | Valentina Valenti |     |
| Allenatore:     |    |                   |     |
| Gigi Casu       |    |                   |     |